# Ívdel
Ívdel (Ивдель en ruso) es una ciudad del Óblast de Sverdlovsk en Rusia. Se encuentra al norte de los Montes Urales, al sur del río Ívdel, que confluye con el río Lozva, y a 535 km al norte de Ekaterimburgo, el centro administrativo del óblast. La población en 2018 era estimada en 15 888 habitantes.

## Historia
Lozvinski gorodok fue la primera fortaleza construida por los rusos al este de los Urales. Construida al lado del río Ívdel en 1589, fue el centro de las minas de oro y se denominó Nikito-Ívdel. El 1831 se denominó Ívdel. Consiguió el estatus de ciudad en 1943.

## Población
La formación municipal de Ívdel consiste en la ciudad de Ívdel y otros asentamientos. A principios del siglo XX, vivían unas 1200 personas en el pueblo. Esta es la población de la ciudad en los últimos años:
| Censo de 1989 | Censo de 2002 | Censo de 2010 | Estimada en 2018 |
| ------------- | ------------- | ------------- | ---------------- |
| 19 014        | 19 324        | 17 775        | 15 888           |